# Libertad Melchor Ocampo
Libertad Melchor Ocampo es una localidad del estado mexicano de Chiapas. Es parte del municipio de Villaflores.

## Toponimia
El nombre de la localidad rinde homenaje a Melchor Ocampo, pensador liberal del siglo XIX.

## Demografía
| Gráfica de evolución demográfica |
|                                  |

| Censo | Población |
| ----- | --------- |
| 1940  | 122       |
| 1950  | 403       |
| 1960  | 648       |
| 1970  | 907       |
| 1980  | 789       |
| 1990  | 1 134     |
| 2000  | 1 213     |
| 2010  | 1 324     |
| 2020  | 1 526     |